# Badmaanyambuugiin Bat-Erdene

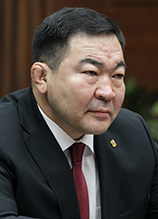
Badmaanyambuugiin Bat-Erdene, 2017

Badmaanyambuugiin Bat-Erdene (mongolisch Бадмаанямбуугийн Бат-Эрдэнэ; * 7. Juni 1964 in Ömöndelger, Chentii-Aimag) ist ein mongolischer Ringer, Judoka und Politiker der Mongolischen Volkspartei (MVP), der an mehreren Olympischen Sommerspielen teilnahm und seit 2004 Mitglied des Großen Staats-Chural ist. 2013 war er Kandidat für das Amt des Staatspräsidenten sowie zwischen 2016 und 2017 Verteidigungsminister.

## Leben

### Ringer und Judoka
Badmaanyambuugiin Bat-Erdene schloss 1982 die Sekundarschule in Ömöndelger ab und wurde 1983 Ringer und Judoka im Sportverein „Khuch“. Al Ringer nahm er an zahlreichen Wettbewerben im Rahmen des Nationalfestes Naadam teil und gewann dabei elf Titel. Als Judoka im Schwergewicht nahm er erstmals Olympischen Sommerspielen 1988 in Seoul teil und belegte dabei den 13. Platz. 1989 erhielt er den Titel „Verdienter Athlet der Mongolei“ sowie 1990 den Titel „Großmeister im Ringen“. Daneben absolvierte er ein Studium der Rechtswissenschaften an der Militäruniversität in Ulaanbaatar und schloss dieses 1990 mit einem Bachelor of Arts (B.A. Legal Studies) ab. Bei den Asienspielen 1990 in Peking gewann er in der Judo-Klasse über 95 Kilogramm den Silbermedaille sowie in der offenen Klasse die Bronzemedaille. Bei den Judo-Asien-Meisterschaften 1991 in Osaka gewann er in der offenen Klasse die Silbermedaille. Für seine Verdienste wurde er 1991 mit der Medaille „80. Jahrestag der Volksrevolution“ geehrt.
Bei den Olympischen Sommerspielen 1992 in Barcelona war Bat-Erdene bei der Eröffnungsfeier Fahnenträger der mongolischen Olympiamannschaft und belegte im Judo beim Schwergewicht erneut den 17. Platz. Bei den Judo-Asien-Meisterschaften 1993 in Macau errang er in der Klasse über 95 Kilogramm sowie in der offenen Klasse jeweils die Bronzemedaille. Bei den darauf folgenden Asienspielen 1994 in Hiroshima gewann er in der Klasse über 95 Kilogramm sowie in der offenen Klasse ebenfalls jeweils die Bronzemedaille. Bei den Judo-Asien-Meisterschaften in Neu-Delhi 1995 errang er in der offenen Klasse erneut eine Silbermedaille. Er war Vize-Vorsitzender sowie zuletzt bis 2000 Vorsitzender des Sportvereins „Khuch“. 1998 erhielt er den Titel „Held der Arbeit“ und fungierte zwischen 1999 und 2004 als Rektor des Instituts für Leibeserziehung „Avarga“, das insbesondere Ringer und Trainer ausbildete. Für seine Verdienste wurde er 2001 mit der Medaille „80. Jahrestag der Volksrevolution“ ausgezeichnet. Bei den Olympischen Sommerspielen 2000 in Sydney kam er bei den Judo-Wettkämpfen im Schwergewicht in die zweite Runde.

### Abgeordneter, Präsidentschaftskandidat und Verteidigungsminister
2004 wurde Badmaanyambuugiin Bat-Erdene erstmals Mitglied des Großen Staats-Chural und vertritt dort nach seinen Wiederwahlen 2008, 2012 und 2016 seitdem die Interessen der Mongolischen Volkspartei (MVP). Für seine Verdienste wurde er 2006 mit der Medaille „800. Jahrestag der Gründung des Großen Mongolenreiches“ geehrt. Er war während seiner Parlamentszugehörigkeit zwischen 2009 und 2012 Vorsitzender des Ständigen Ausschusses für Rechtsangelegenheiten und erhielt 2012 den Preis für „Führendes Personal im Umweltsektor“ sowie den nach dem Gründungsvater der Mongolischen Volksrepublik Damdiny Süchbaatar benannten „Süchbaatar-Orden“.
Am 26. Juni 2013 bewarb sich Bat-Erdene für die Mongolische Volkspartei für das Amt des Staatspräsidenten. Er belegte mit 42 Prozent der Stimmen nach dem wiedergewählten Amtsinhaber Tsachiagiin Elbegdordsch von der Demokratischen Partei, der mehr als 50 Prozent der Wählerstimmen erhielt, den zweiten Platz. Auf den dritten Platz kam Natsagiin Udval mit acht Prozent bei einer Wahlbeteiligung von 65 Prozent.
Nachdem Dschargaltulgyn Erdenebat am 7. Juli 2016 mit 68 von 76 Stimmen durch den Großen Staats-Chural zum neuen Ministerpräsidenten gewählt worden war, wurde Badmaanyambuugiin Bat-Erdene am 22. Juli 2016 als Verteidigungsminister in dessen Regierung berufen und vereidigt, der ferner Tsendiin Mönkh-Orgil als Außenminister, Sandagiin Byambatsogt als Innenminister sowie Battogtokhyn Choijilsuren als Finanzminister angehörten. Das Amt des Verteidigungsministers hatte er bis zum 4. Oktober 2017 inne.